# Levantamento de peso nos Jogos Pan-Americanos de 2019 - Até 76 kg feminino
A categoria até 76 kg feminino do levantamento de peso nos Jogos Pan-Americanos de 2019 foi disputada em 29 de julho  no Coliseo Mariscal Caceres, em Lima. 

## Calendário
Horário local (UTC-5).
| Data        | Horário | Fase  |
| ----------- | ------- | ----- |
| 29 de julho | 17:00   | Final |

## Medalhistas
| Ouro   | ECU Neisi Dajomes |
| Prata  | MEX Aremi Fuentes |
| Bronze | USA Katherine Nye |

## Resultados
| Pos.              | Halterofilista           | Grupo | Arranque (kg) | Arremesso (kg) | Total (Kg) |
| ----------------- | ------------------------ | ----- | ------------- | -------------- | ---------- |
| Medalha de ouro   | ECU Neisi Dajomes        | A     | 115           | 140            | 255        |
| Medalha de prata  | MEX Aremi Fuentes        | A     | 110           | 140            | 250        |
| Medalha de bronze | USA Katherine Nye        | A     | 108           | 135            | 243        |
| 4                 | COL Leydi Solís          | A     | 105           | 135            | 240        |
| 5                 | CUB Melissa Aguilera     | A     | 102           | 127            | 229        |
| 6                 | CUB Yaneisy Merino       | A     | 100           | 125            | 225        |
| 7                 | CHI Lenka Rojas          | A     | 90            | 118            | 208        |
| 8                 | PER Estrella Saldarriaga | A     | 83            | 107            | 190        |